# Pristimantis tungurahua
Espèce
Pristimantis tungurahua est une espèce d'amphibiens de la famille des Craugastoridae.

## Répartition
Cette espèce est endémique de la province de Tungurahua en Équateur. Elle se rencontre de 2 500 à 2 750 m d'altitude sur le Tungurahua.

## Description
Les mâles mesurent de 17,1 à 20,8 mm et les femelles de 24,4 à 27,9 mm.

## Étymologie
Son nom d'espèce lui a été donné en référence au lieu de sa découverte, le Tungurahua.

## Publication originale
- Reyes, Yánez-Muñoz, Cisneros-Heredia & Ramírez, 2010 : Una nueva especie de rana Pristimantis (Terrarana: Strabomantidae) de los bosques nublados de la cuenca alta del río Pastaza, Ecuador. Avances en Ciencias e Ingenierías, vol. 2, no 3, p. 78-82 (texte intégral).